# Ferruccio Valcareggi
Ferruccio Valcareggi (Trieszt, 1919. február 12. – Firenze, 2005, november 2.) olasz labdarúgó, fedezet, edző. Az 1968-as Európa-bajnok és az 1970-es világbajnoki ezüstérmes olasz válogatott szövetségi kapitánya.

## Pályafutása

### Játékosként
1937 és 1940 között a Triestina, 1940 és 1943 között a Fiorentina labdarúgója volt. 1944-ben egy rövid ideig az AC Milan csapatában szerepelt. 1944 és 1947 között a Bologna csapatában szerepelt. A második világháború után 1945–46-ban megnyerte a csapattal a Coppa Alta Italia kupasorozatot. Az 1947–48-as idényre visszatért a Fiorentinához. A következő idényben a Vicenza labdarúgója volt. 1949 és 1951 között a Lucchese, 1951–52-ben a Brescia játékosa volt. 1952 és 1954 között a Piombino játékosedzője volt.

### Edzőként
1952-ben a Piombino  játékosedzőjeként kezdte edzői pályafutását. 1954 és 1959 között a Prato vezetőedzőjeként tevékenykedett és itt érte első sikerét. A csapattal 1956–57-es idényben megnyerte a harmadosztályú bajnokságot. 1959 és 1962 között az Atalanta vezetőedzője volt. 1962-ben visszatért egykori klubjához, a Fiorentinához, ahol Hidegkuti Nándort váltotta a kispadon. Az 1964–65-ös idényben ismét Atalanta szakmai munkáját irányította. 1966-ban az olasz válogatott szövetségi kapitánya lett Helenio Herrera-val társedzőként. A következő évtől már egyedüliként látja el ezt a posztot. 1968-ban a hazai rendezésű Európa-bajnokságon aranyérmes lett a csapattal. Az 1970-es mexikói világbajnokságon ezüstérmet szerzett a válogatottal. Az 1974-es NSZK-beli világbajnokság kudarca után megvált a szövetségi kapitányi poszttól. 1975 és 1978 között a Hellas Verona, 1979–80-ban az AS Roma vezetőedzője volt. 1979 és 1984 között az olasz B-válogatott szakmai munkáját irányított. 1985-ben egy rövid időre elvállalta a Fiorentina vezetőedzői posztját, majd visszavonult az edzői munkától.

## Sikerei, díjai

### Játékosként
Bologna
- Coppa Alta Italia (Nagy olasz kupa)
  - győztes: 1945–46

### Edzőként
Olaszország
- Világbajnokság
  - ezüstérmes: 1970, Mexikó
- Európa-bajnokság
  - aranyérmes: 1968, Olaszország

 Prato
- Olasz bajnokság (Serie C)
  - bajnok: 1956–57